# Паризька мирна конференція (1919—1920)

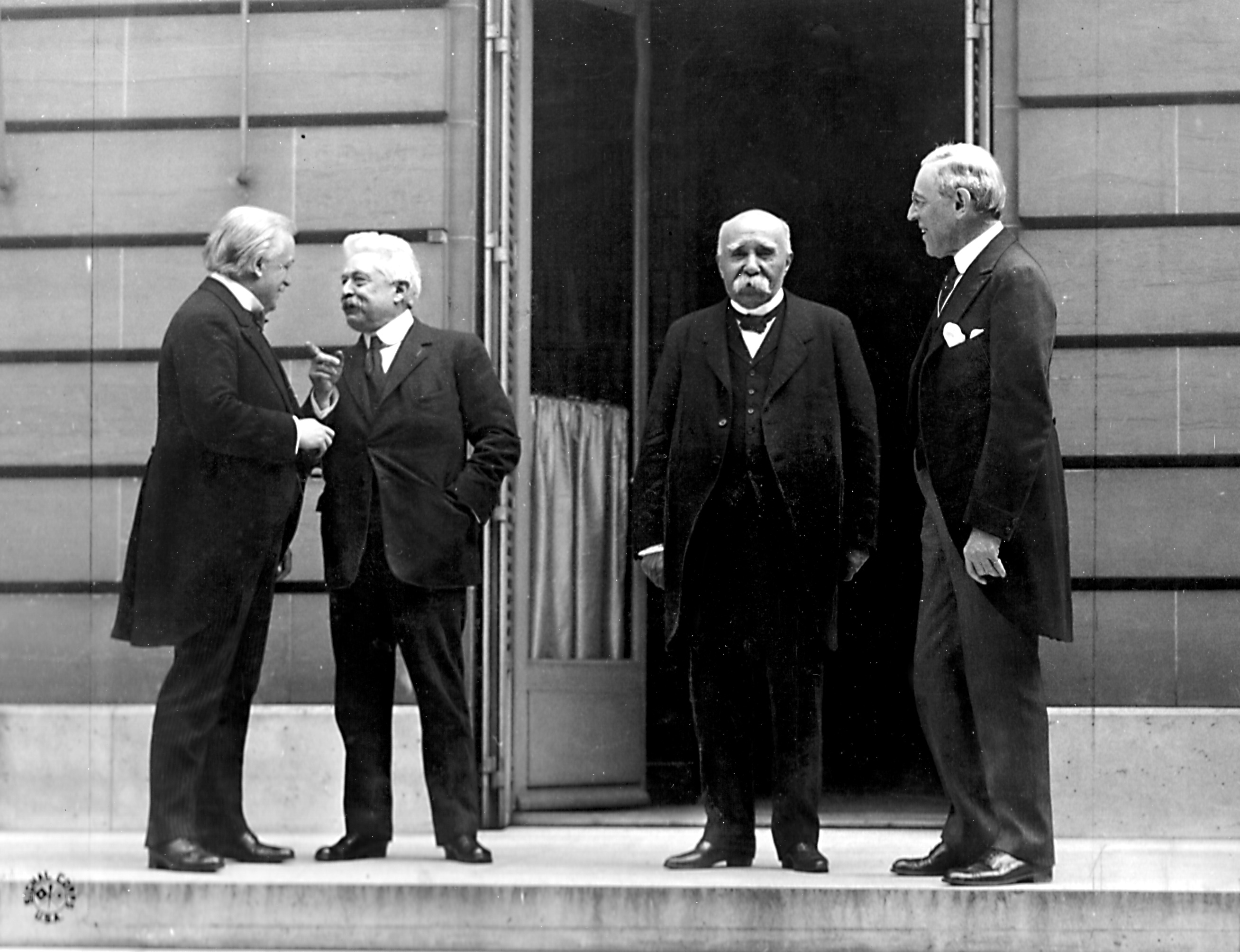
«Рада чотирьох» на Паризькій мирній конференції. Зліва направо: Прем'єр-міністр Великої Британії Девід Ллойд Джордж, Прем'єр-міністр Королівства Італії — Вітторіо Емануеле Орландо, Прем'єр-міністр Французької республіки — Жорж Клемансо та Президент США Вудро Вільсон. 1919 рік

Пари́зька ми́рна конфере́нція — міжнародна конференція, скликана державами-переможницями для вироблення і підписання умов з переможеними державами у Першій світовій війні.

## Учасники
Паризька мирна конференція проходила з перервами від 18 січня 1919 року до 21 січня 1920 року. На конференцію було запрошено делегації з 27 країн, з яких десять брали безпосередню участь у війні, 14 формально знаходились у стані війни (фактично допомагали лише економічними засобами) і три новостворені держави. Найчисельнішою була американська делегація, число співробітників якої досягло 1300. Вперше в історії дипломатії переможені держави не брали участі в переговорах. На конференцію Німеччина і її колишні союзники були допущені лише тоді, коли були вироблені проєкти мирних договорів з ними. Учасники конференції офіційно названі «Союзні та здружені держави» з самого початку роботи були поділені на чотири нерівноправні категорії:
1. країни учасники війни, що мають інтереси загального характеру і беруть участь у всіх засіданнях та в роботі всіх комісій (Велика Британія, Французька республіка, Королівство Італія, США, Японська імперія);
2. країни учасники війни, що мають інтереси часткового характеру (Бельгія, Бразильська республіка, Британські домініони, Румунське королівство, КСХС);
3. держави, які знаходяться в стані розриву дипломатичних відносин з Німеччиною і її союзниками (в основному латиноамериканські країни);
4. держави, що знаходяться в процесі утворення (Польська республіка, Чехословацька республіка та ін. запрошувались однією з п'яти великих держав на засідання, що їх стосувалися) Також без запрошення на конференцію прибула й делегація Української Народної Республіки, проте її інтереси не врахували, оскільки великі держави вважали території України російською або польською. Радянську Росію до участі в роботі конференції не було запрошено.

Головну роль відігравала «Рада трьох» на чолі з Прем'єр-міністром Великої Британії Ллойд Джорджем, Прем'єр-міністром Французької республіки Клемансо і Президентом США Вільсоном.
Також роль на конференції відігравала «Рада чотирьох»: ті ж самі та Прем'єр-міністр Королівства Італія В. Е. Орландо. Крім «Ради чотирьох» найважливіші рішення приймались також «Радою десяти», яка складалась з глав урядів і міністрів закордонних справ США, Великої Британії, Французької республіки, Королівства Італія та Японської імперії. З самого початку роботи конференції проявились суперечності між найбільшими країнами з усіх питань, які розглядались. Засідання проходили у гострих дискусіях, які інколи загрожували зривом роботи конференції. Найгостріші суперечності проявились між Французькою республікою, США та Великою Британією при опрацюванні статей Версальського договору, статуту Ліги Націй. Президент США Вудро Вільсон наполягав на розгляді в першу чергу питання про створення Ліги Націй та її Статуту, в той час як Ж. Клемансо на передній план висував укладення договору з Німеччиною. 28 квітня 1919 року після тривалих дискусій був прийнятий спільний американо-британський проєкт статуту, який не врахував пропозиції Французької республіки про створення штабу і збройних сил Ліги Націй. Статут Ліги Націй за пропозицією Вудро Вільсона включався як невіддільна частина у всі мирні договори.

## Наслідки
Внаслідок роботи конференції було підготовлено: Версальський мирний договір з Німеччиною, Сен-Жерменський мирний договір з Австрією, Неїський мирний договір з Болгарським царством, Тріанонський мирний договір з Угорським королівством, Севрський мирний договір з Османською імперією. Підготовлені Паризькою мирною конференцією договори разом з угодами, прийнятими на Вашингтонській конференції, становили основу версальсько-вашингтонської системи.

## Українська делегація і українське питання на конференції

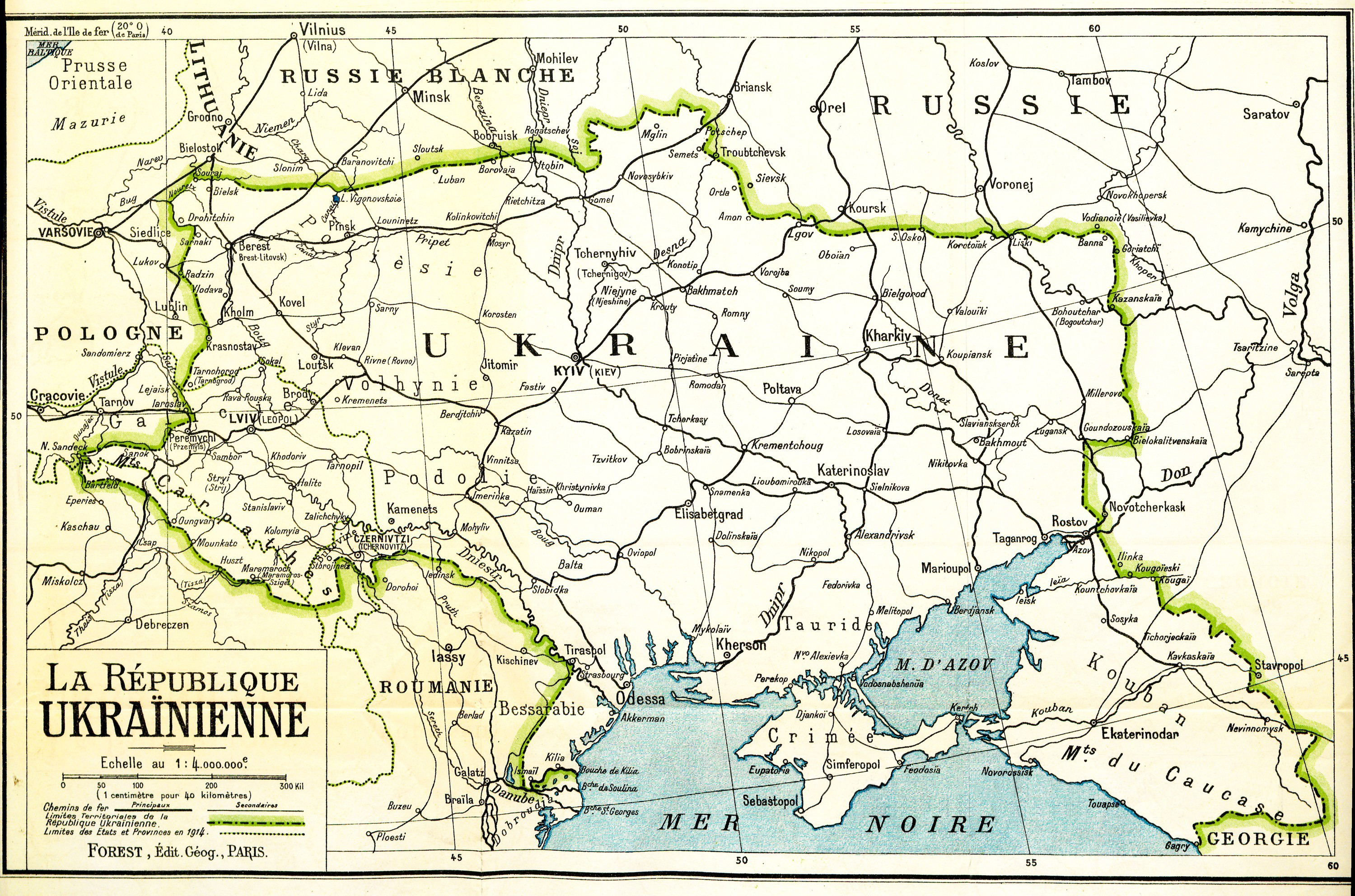
Території на які претендувала Українська Народна Республіка

Важливе місце в роботі конференції займали питання визнання держав, які перебували в процесі утворення. Покладаючи великі надії на справедливе післявоєнне вирішення національного питання на конференцію держав-переможців, у Париж приїхали делегації з країн Балтії, Закавказзя і України. Українська делегація на конференції була спільною від Української Народної Республіки і Західної Області УНР, яку очолював Г. Сидоренко (з 22 серпня 1919 року — граф М. Тишкевич). Заступником голови призначено В. Панейка — державного секретаря закордонних справ ЗО УНР. До складу делегації входили Д. Ісаєвич, О. Шульгин, А. Марголін, С. Шелухін, Б. Матюшенко, А. Галіп, М. Кушнір, С. Томашівський, Є. Петрушевич, О. Кульчицький, П. Дідушок, В. Прокопович, В. Тимошенко, В. Колосовський, М. Левитський, О. Севрюк, Ф. Савченко, Е. Каплан. В Парижі підтримку українській делегації надавали представники українців США та Канади — сенатор Д. Гаміл, І. Петрушевич, І. Кушнір, К. Білик, О. Мегас. Українська делегація отримала інструкції домагатися: визнання незалежності УНР, виводу з української території іноземних військ (польських, румунських та військ Антанти), надання допомоги Антантою в боротьбі проти більшовицької Росії та Добровольчої армії генерела А. Денікіна. Весною 1919 року в Париж прибула спеціальна делегація на чолі з Д. Вітовським та М. Лозинським, яка за дорученням Державного Секретаріату ЗУНР-ЗО УНР мала домагатися припинення агресії Польської держави проти Західноукраїнської Народної Республіки.
Від самого початку роботи конференції впливові російські кола в особі окремих міністрів колишнього Тимчасового уряду, польська делегація провела антиукраїнську кампанію, зображуючи представників України як колишніх австрійських союзників або пробільшовицьки налаштованих політиків. Після виступу керівника польської делегації, який вимагав відновити кордони Польщі в межах 1772 року, і протестів української делегації було вислано до Варшави і Львова спеціальні місії для вивчення питання і припинення польсько-української війни. У Парижі одночасно було створено міжнародну комісію на чолі з генералом Л. Ботою для опрацювання умов перемир'я. Уряд ЗО УНР прийняв запропоновані умови перемир'я (13 травня 1919 року), які, однак, були відкинуті польською стороною. Найбільш непримиренну позицію щодо визначення української державності займала французька делегація на чолі з Ж. Клемансо. Його плани про створення в післявоєнній Європі держав, які б були складовою частиною «санітарного кордону» проти більшовизму і одночасно під егідою Французької республіки стали майбутніми союзниками проти Німеччини, збігалися з намаганнями польської, чехословацької і румунської делегацій включити якнайбільше територій у склад своїх країн. Більш виважений підхід до вирішення українського питання, займала англійська делегація очолювана Ллойд Джорджем, який різко виступав проти анексії українських земель Польщею. В дискусії з Клемансо про визначення кордонів Польської республіки він висунув принцип: «не віддавати Польщі непольські території». Щодо намагання включити Галичину в склад Польської республіки Ллойд Джордж заявив: «Польща не повинна поглинати населення, яке не є і не хоче бути польським». За ініціативою британської делегації 8 грудня 1919 року було прийнято «Декларацію Верховної Ради союзних і об'єднаних держав з приводу тимчасового кордону Польщі», яка залишала Польській республіці, землі населені переважно поляками (за винятком частини українських етнічних територій — Лемківщини, Посяння, Підляшшя, Холмщини; див. «Лінія Керзона»). Американська делегація формально виступала за надання автономії українському народові у складі новоутворених держав.
Незважаючи на окремі розходження в позиціях делегацій країн Антанти щодо вирішення українського питання, вони були єдиними в прагненні не допустити проникнення більшовизму в Європу. На їхню думку, протистояти цьому могли великі територіальні держави. Це привело до прийняття 25 червня 1919 року рішення, згідно з яким Антанта визнавала за Польською республікою право окупувати Галичину, «щоб захистити цивільне населення від небезпеки більшовицьких банд». Проте Рада Послів Антанти не погодилась на включення Галичини в склад Польської республіки. Поразка українських армій у війні з поляками і більшовиками в 1919—1920 роках привела до ще більшого послаблення позицій української делегації в Парижі. З грудня 1919 року делегація ЗУНР самостійно вела переговори на Паризькій мирній конференції члени делегації В. Панейко, М. Лозинський, В. Темницький, С. Томашівський та ін. намагалися порушувати питання про ліквідацію польського окупаційного режиму на західноукраїнських землях і визнання незалежності ЗУНР. Після укладення Ризького миру між Польською республікою і Радянською Росією, за яким західноукраїнські землі включались в склад Польської держави, український еміграційний уряд висловив протест у Лізі Націй. На неодноразові вимоги польського уряду Рада послів Антанти 14 березня 1923 року прийняла остаточне рішення про приєднання Галичини до Польщі з умовою надання українському населенню автономії. Умова країн Антанти була чисто декларативною і її ніколи не виконувала польська влада.
За Сен-Жерменським мирним договором Буковина залишалась у складі Румунського королівства, а Закарпаття за Тріанонським договором передавалося Чехословацькій республіці. Всупереч запевненням переможців про справедливе вирішення міжнародних проблем в ім'я розвитку післявоєнного співробітництва, започаткована Паризькою мирною конференцією Версальська система договорів мала тенденційний і суперечливий характер, внаслідок чого українські землі на довгі роки були розділені кордонами чотирьох держав.